# Langholt (Aalborg)
Langholt is een plaats in de Deense regio Noord-Jutland, gemeente Aalborg. De plaats telt 936 inwoners (2008).